# Rio Tigre
Il Rio Tigre è un fiume sudamericano che scorre nei territori di Ecuador e Perù, affluente del Marañón, a sua volta importante affluente del Rio delle Amazzoni.
Nasce in Ecuador nella provincia del Pastaza dalla confluenza dei fiumi Conambo e Pituyacu, per poi scendere verso est ed entrare in territorio peruviano nella Regione di Loreto, dove scorre fino ad immettersi nel Marañón.